# Нада Марковић
Надежда Нада Марковић (Александрово, код Ниша, 15. новембар 1914 — Београд, 17. април 2000) била је учесница Народноослободилачке борбе и друштвено-политичка радница Социјалистичке Републике Србије. 

## Биографија
Рођена је 15. новембра 1914. у Александрово, код Ниша. Током 1930-их у потрази за бољим животом дошла је у Београд, где се запослила као радница. У револуционарни раднички покрет укључила се посредством супруга Боре Марковића, а 1940. примљена је у чланство тада илегалне Комунистичке партије Југославије (КПЈ).
После окупације Југославије, априла 1941. заједно са супругом и ћеркама напустила је Београд и прешла у супругово родно место Забрежје, код Обреновца. Њен супруг био је један од организатора Народноослободилачког покрета (НОП) у Посавини, а онда је обављала курирске послове и одржавала везу између партијске организације у Забрежју и Среског комитета КПЈ у Обреновцу.
Када је јула 1941. формиран најпре Космајско-посавски одред, а потом из њега уздвојен Посавски партизански одред, била је уз Перку Вићентијевић једна од првих жена бораца у овом одреду. Њен супруг Бора Марковић, био је политички комесар одреда. Након што је одлуком Главног штаба НОП одреда Србије за санитетског референта одреда постављена докторка Јулка Мештеровић Пантић, Нада је са Радмилом Кеком Јовановић и Перком Вићентијевић радила на организовању санитетских курсева за другарице из одреда.
Заједно са докторком Мештеровић радила је у прихватној болници Посавског партизанског одреда, која се најпре налазила се у Грабовцу, а потом је крајем августа 1941. организована партизанска болница у Љубинићу. Услед Прве непријатељске офанзиве болница је у септембру 1941. најпре премештена у Кожуар, код Уба, а потом у Миличиницу, код Ваљева, где су обједињене болнице Ваљевског и Космајског одреда. Крајем октобра 1941. болница је евакуисана ка Вујиновачи, а потом је премештена на Пашину Раван, засеок села Зарожје, код Бајине Баште. Руководилац ове болнице била је прво Јудита Аларгић, а потом Нада Марковић. Болницу су напали четници и заробили све рањенике и особље, али су их борци Рачанске чете Ужичког партизанског одреда ослободили након два дана, након чега је болница премештену у Рогачицу.
Под притиском непријатељских снага, болница је крајем новембра 1941. премештена из Рогачице у Ужице, где је Нада Марковић заједно са докторком Мештеровић, била одређена за евакуацију рањеника на Златибор, где су након пада Ужичке републике били заробљени од стране Немаца и убијени. После повлачења главнине партизанских снага из Србије, децембра 1941. постала је борац Београдског батаљона Прве пролетерске ударне бригаде, са којом је јануара 1942. учествовала у Игманском маршу. Са Првом пролетерском прошла је ратни пут током Друге и Треће непријатељске офанзиве и похода у Босанску Крајину.
Након доласка у Босанску Крајину, у јесен 1942. напустила је бригаду и прешла на политички рад, након чега је била члан Граског комитета КПЈ у Бугојну, а затим члан Политичког одељења Централне болнице Врховног штаба НОВ и ПОЈ, током њеног боравка на Грмечу. Децембра 1942. учествовала је на Првој земаљској конференцији АФЖ, одржаној у Босанском Петровцу, на којој је основан Антифашистички фронт жена (АФЖ), а она изабрана у Централни одбор. У току Четврте непријатељске офанизиве, у зиму 1943. радила је на организовању партизанске болнице у једном селу између Ливна и Дувна.
Од пролећа 1943. налазила се у Штабу Прве пролетерске дивизије, где је обављала дужност помоћника политичког комесара Пратеће чете Прве пролетерске дивизије. У време њеног боравка у Штабу дивизије, командант дивизије био је Коча Поповић, некадашњи командант Посавског одреда. Са Првом дивизијом прошла је ратни пут од Пете непријатељске офанзиве на Сутјесци, у лето 1943, преко борби на подручју Босанске Крајине и Лике, у јесен 1943. и зиму 1944. и учешћа у Седмој непријатељској офанзиви и борбама у Херцеговини, у пролеће 1944. године. У лето 1944. са Првом дивизијом је учествовала у продору снага НОВЈ у Србију. Након ослобођења Ваљева, септембра 1944. повучена је из јединице и упућена на партијски рад. Била је најпре члан Окружног комитета КПЈ за Ваљево, а касније организациони секретар Средског комитета КПЈ за Ваљево. Имала је чин капетана ЈНА у резерви.
Умрла је 17. априла 2000. у Београду.
Носилац је Партизанске споменице 1941. и других југословенских одликовања, међу којима су — Орден рада са црвеном заставом, Орден заслуга за народ другог реда, Орден братства и јединства другог реда и Орден за храброст.